# Gustav Altherr
Gustav Altherr (Speicher, 28 augustus 1870 – Trogen, 18 april 1954) was een Zwitsers politicus.
Gustav Altherr stamde uit een oude ondernemersfamilie. Hij volgde onderwijs in Trogen en volgde daarna een opleiding tot koopman in een borduurselfabriek in Sankt Gallen. Nadien was hij directeur van de ouderlijke borduurselfabriek in Speicher. In 1924 trad hij als directeur af en wijdde zich sindsdien volledig aan de politiek.
Gustav Altherr was lid van de Vooruitstrevende Burgerpartij (de afdeling van de Vrijzinnig Democratische Partij in het kanton Appenzell Ausserrhoden). Hij behoorde tot de rechtervleugel van deze partij. Van 1897 tot 1908 was hij wethouder (Gemeinderat) in Speicher en van 1901 tot 1908 was hij tevens burgemeester (Gemeindehauptmann). Van 1899 tot 1917 was hij lid van de Kantonsraad van het kanton Appenzell Ausserrhoden en van 1918 tot 1943 was hij lid van de Regeringsraad van het kanton Appenzell Ausserrhoden. Hij beheerde achtereenvolgens het departement van Onderwijs (1918-1921) en daarna het departement van Financiën (1921-1943). In die laatste functie voerde hij in de crisisjaren (jaren 30) een straffe bezuinigingspolitiek. Van 1931 tot 1935 was hij tevens lid van de Nationale Raad (Tweede Kamer Bondsvergadering).
Gustav Altherr was van 1924 tot 1927, van 1930 tot 1933 en van 1936 tot 1939 was hij Regierend Landammann (dat wil zeggen regeringsleider) van het kanton Appenzell Ausserrhoden.
Andere functies die Altherr bekleedde waren: voorzitter van de Kantonnale Belastingscommissie (1921-1934), voorzitter van de Kantonnale Verzekeringscommissie (1934-1943), bestuurslid van de St. Galler-Appenzeller Kraftwerke (1931-1942) en president van de Trogenerbahn (1928-1950).
Gustav Altherr overleed op 83-jarige leeftijd, op 18 april 1954 in Trogen.